# Vicente Flores Navarro

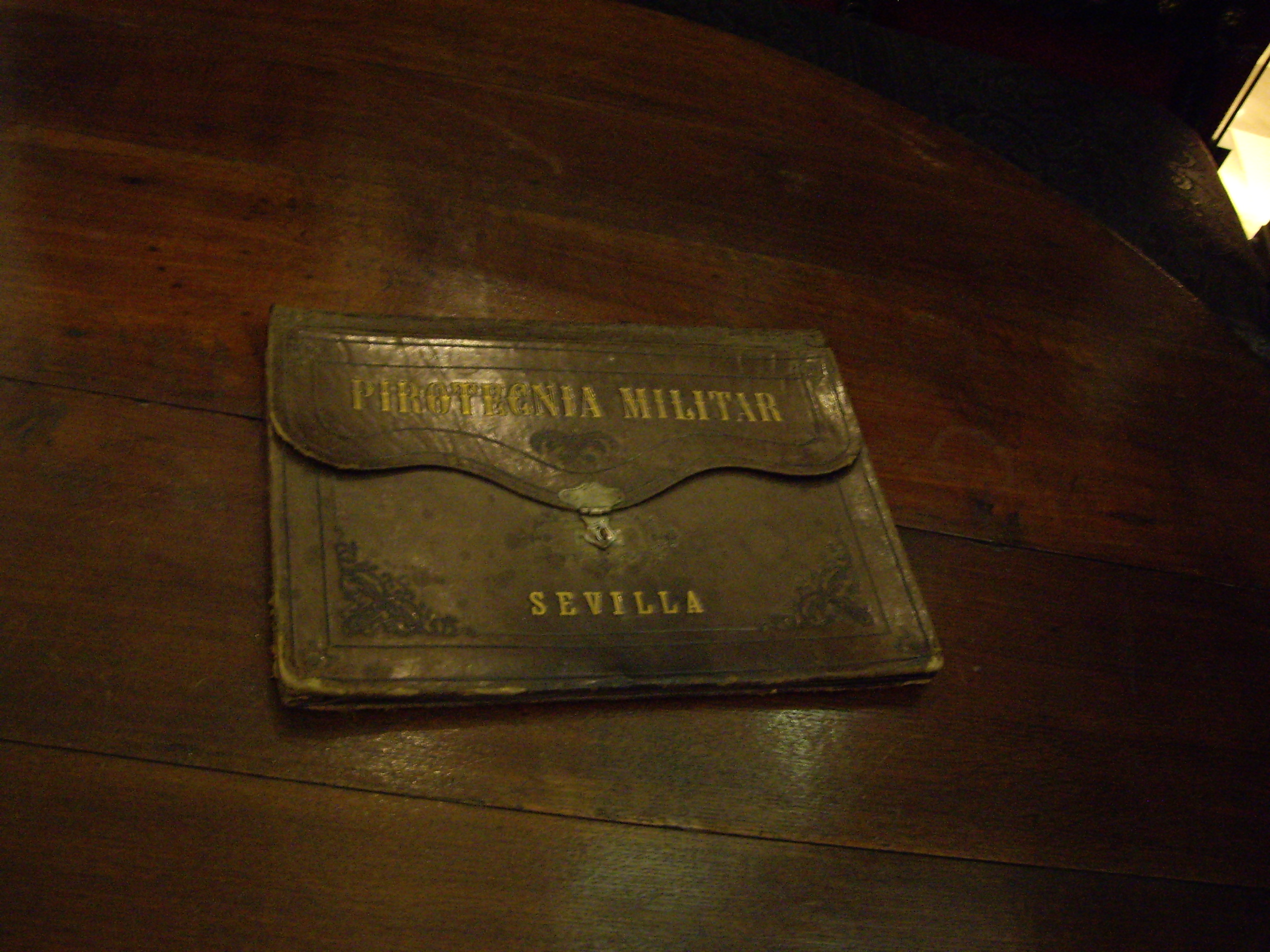
Carpeta de la Pirotecnia Militar de Sevilla en una imagen tomada en el Museo Histórico Militar de Sevilla

Vicente Flores Navarro (Sevilla, 1 de julio de 1911-Sevilla, 26 de agosto de 1990) fue un dibujante español que realizó viñetas como humorista gráfico y pintó cerámica y óleos costumbristas y taurinos.

## Biografía
Nace en la Calle Alfarería del Barrio de Triana, Sevilla. Estudia en el Colegio de Nuestra Señora del Rosario. En 1925 comienza a trabajar en un almacén de aceitunas de Camas y se inicia pintando cerámica en la fábrica de Cerámica Nuestra Señora de la O, propiedad de su tío Manuel García Montalbán. En aquel momento el sector de la cerámica estaba en auge gracias a la Exposición Iberoamericana de 1929, que tuvo lugar en la ciudad. Estudiará en la Escuela de Artes y Oficios, como alumno de Rico Cejudo. Mantuvo amistad con los pintores de su generación, como José María Labrador, Santiago Martínez Martín o Gustavo Bacarisas.
Colaborará con periódicos locales como La Unión y en revistas como Sevilla, Sevilla en Fiestas, Triana o El Adalid Seráfico. En 1932 ingresa en el Diario ABC de Sevilla como colaborador artístico, sustituyendo a Andrés Martínez de León, el cual había marchado a ABC de Madrid. Allí trabaja como ilustrador de artículos y humorista gráfico, realiza caricaturas de personajes de cine y teatro y comenta partidos de fútbol y corridas de toros para la revista La Hoja del Lunes. Trabajó en ABC durante unos 50 años y se estima que realizó unos 10.000 dibujos. Además realizará carteles de diversas fiestas andaluzas.
A partir de 1932 entrará a trabajar como administrativo en la Fábrica de Pirotecnia Militar de Sevilla. Esta fábrica cierra en los años 60, cuando él ya había alcanzado el cargo de Jefe de los Servicios Económicos. Tras esto pasa a trabajar en la Fábrica de Artillería de Sevilla, donde se jubilará.
Será socio del Ateneo de Sevilla e interpretará al Rey Baltasar en la Cabalgata de Reyes de Sevilla en 1945.